# Działo nawiązania ogniowego
Działo nawiązania ogniowego – działo, które strzela do celu pomocniczego dla uzyskania poprawek ze względu na meteorologiczne czynniki strzelania; poprawki wykorzystują inne działa (pododdziału, zgrupowania artylerii) tego samego kalibru i wzoru.